# San Ignacio kommun, Mexiko
San Ignacio är en kommun i Mexiko.   Den ligger i delstaten Sinaloa, i den centrala delen av landet, 900 km nordväst om huvudstaden Mexico City. Arean är 4 651 kvadratkilometer.
Terrängen i San Ignacio är kuperad åt sydväst, men åt nordost är den bergig.
Följande samhällen finns i San Ignacio:
- San Ignacio
- San Juan
- El Patole
- Las Lomas del Pedregal
- Cabazan
- La Caña
- La Chora
- La Chicayota
- El Platanar
- San Agustín
- El Pozole
- Contraestaca
- El Tule
- La Tasajera